# Loksa
Loksa je grad u okrugu Harjumaa, sjeverna Estonija. Grad ima 3405 stanovnika (od 1. siječnja 2009.) i pokriva područje od 3,8 km2. Gustoća naseljenosti je 896,05 stanovnika po km2.
Od početka 1990-ih godina populacija Lokse je pala za više od jedne petine. To je uglavnom uzrokovano rasto nezaposlenosti, što je rezultiralo zatvaranjem ili smanjivanjem nekoliko tvrtki. Glavne etničke skupine su Rusi, koji čine oko 57 % cjelokupnog stanovništva. Estonci čine manje od jedne trećine svih stanovnika.
Selo Loksa prvi put se spominje 1687. godine. Izgrađena je ciglana oko koje je stvoren grad. Godine 1903. osnovano je brodogradilište. Ciglana je bila zatvorena 1981., ali je brodogradilište prošireno i ostaje do danas glavni poslodavac u gradu.
Povijest školstva u Loksa datira iz prosinca 1867., kada učitelj Jakob Janter počinje podučavati 20 djece u lokalnoj farmerskoj kući. Prva škola je izgrađena 1903.

## Vanjske poveznice
- Službene stranice

|  | Zajednički poslužitelj ima još gradiva o temi Loksa |